# Kogoro Mori
Kogoro Mori (毛利 小五郎?, Mōri Kogorō), rinominato Goro Mori nel doppiaggio italiano dell'anime e dei relativi film, è un personaggio immaginario e il secondo protagonista della serie manga e anime Detective Conan, creato da Gōshō Aoyama. È il padre di Ran Mori ed è separato da Eri Kisaki. Sin dall'inizio della serie, ospita Conan Edogawa nella sua abitazione, che funge anche da agenzia di investigazione privata.

## Biografia
Kogoro Mori ha 38 anni ed è un investigatore privato, anche se, prima dell'arrivo di Conan, era un detective incompetente. Era membro della polizia metropolitana di Tokyo, ma poi ne è uscito. Il suo stile di vita ricorda molto quello del tipico disoccupato, ubriacone, chiuso in casa, appassionato del gioco d'azzardo, bevitore e amante delle donne. Grazie all'aiuto di Conan e dei suoi aghi soporiferi, Kogoro riesce ad ottenere quella fama e quella popolarità a cui ha sempre ambito, al punto che anche i vecchi compagni di polizia smettono di considerarlo un fallito e guadagnandosi il soprannome di "Kogoro il Dormiente" ("Detective in Trance" nell'adattamento italiano dell'anime).
Kogoro è altruista, di buon cuore, leale e onesto, con un forte senso di giustizia, ma anche goffo, ingenuo, burbero, impulsivo, testardo e troppo sicuro di sé. Infatti, si nota in parecchie occasioni di come sia in grado, anche da solo, di avere acute intuizioni e riuscire a trovare la soluzione di un caso con un piccolo aiuto, anche se spesso si fa bloccare da pregiudizi, non riuscendo così a ragionare a mente fredda. Le sue capacità si notano soprattutto quando c'è qualcosa che lo sprona, in particolare quando si tratta di faccende personali, come scagionare un amico accusato o trovare l'assassino di un amico. A volte s'impegna, ma comunque non riesce, mentre a volte arriva a risolvere dei casi da solo, così come nel nono film, senza l'aiuto di Conan. Nel secondo capitolo del volume 11, e nell'episodio 31 dell'anime (32 secondo la numerazione italiana) tratto da tale capitolo, Kogoro afferma che pur essendo stato un poliziotto con la pistola non ci sa fare granché, mentre nel secondo film, e quindi non in una storia scritta da Gosho Aoyama, l'ispettore Juzo Megure afferma che ha una mira eccellente e che era uno dei cecchini migliori del corpo di polizia.
Prima dell'inizio della serie, Kogoro era sposato con l'avvocato Eri Kisaki, più giovane di lui di un anno. I due vivono separati, ma non sono divorziati formalmente. Quando Kogoro si trova con Eri, mostra insolitamente buone capacità come detective e lei sa che ne è ancora innamorato, ma non si sente pronta a tornare a vivere insieme. Riguardo a come si sono conosciuti, si sa che erano amici d'infanzia, anche se litigavano spesso tra loro. Quando Eri ha partecipato ad un concorso di bellezza, l'ha votata credendo che miss fosse un'abbreviazione dell'inglese mistake, errore, e che quindi dovesse votare la più pasticciona, altrimenti avrebbe votato Yukiko Fujimine, la madre del protagonista. Dichiarando questo quando sono adulti, la fa allontanare ancora una volta.
Nel secondo e nel quarto film, viene dato un motivo per la separazione, non presente nelle storie scritte dall'autore. I due litigavano spesso. Ad esempio, Kogoro ha offeso Eri quando, dopo un incidente finito bene, lei ha cucinato e lui, ancora nervoso, le disse che non sapeva cucinare. Nel secondo film si fa riferimento a una incompatibilità di carattere e vengono mostrate alcune scene di quando era un poliziotto. Si scopre che era considerato il più abile tiratore della polizia e viene svelato il motivo per cui la lasciò. Infatti, nel secondo film si scopre che quando Kogoro era ancora un agente di polizia, un criminale aveva preso in ostaggio Eri e Kogoro aveva preso la decisione di sparare alla gamba di Eri, sapendo che in questo modo il criminale l'avrebbe lasciata e potendo così avere la mira libera per poter rendere inoffensivo il criminale. In seguito, ci fu però un'inchiesta e Kogoro, ammettendo le sue responsabilità, lasciò la polizia. Questo fatto spiegherebbe come mai Kogoro non utilizza mai la pistola come investigatore privato e perché, quando gli è sempre stato chiesto, Kogoro ha sempre detto che non è bravo con la pistola.
I suoi passatempi preferiti sono il gioco d'azzardo, tra cui le corse dei cavalli e il mahjong, ed è un grande fan di Yoko Okino. Inoltre, è un grande conoscitore del judo, al punto da venire considerato il migliore (superiore anche a sua moglie Eri, anche lei profonda conoscitrice del judo) dai suoi ex compagni di allenamento dell'università di Beika. Come si può notare in più occasioni, Kogoro soffre di vertigini.

## Origine del nome
Il nome di battesimo "Kogoro" è un riferimento a Kogoro Akechi, il detective dei romanzi gialli di Ranpo Edogawa.

## Merchandising
Nel 2020 la Bandai mette in commercio l'action figure di Kogoro Mori nella linea S. H. Figuarts. 